# 丹裔縣
丹裔縣，是明代交阯承宣布政使司新平府南靈州下轄的一個縣。治所約在今越南廣治省永靈縣丹裔社。其縣有明靈海口 。

## 沿革
- 漢日南郡之地，占城為麻令州。
- 明永樂五年六月癸未（1407年7月5日）置，屬新平府南靈州[4][5][6][7][8][9]。
- 永樂十三年八月二十三日丁亥（1415年9月25日），以南靈州之丹裔縣入本州[10]。